# 红岩镇 (彭州市)
红岩镇，是中华人民共和国四川省成都市彭州市曾经下辖的一个镇。2019年12月，撤销红岩镇，将其所属行政区域划归敖平镇管辖。

## 行政区划
红岩镇撤销前下辖以下地区：
社区、窝店村、虎形村、梨花村、幸福村、八角村、白石沟村、龙九村、塔桥村和灵石村。